# Chi Rau rệu
Alternanthera, chi rau Dệu/ Diệu (giệu - sách Tuệ Tĩnh Toàn Tập), không phải rệu là chi thực vật có hoa trong họ Amaranthaceae.

## Hình ảnh

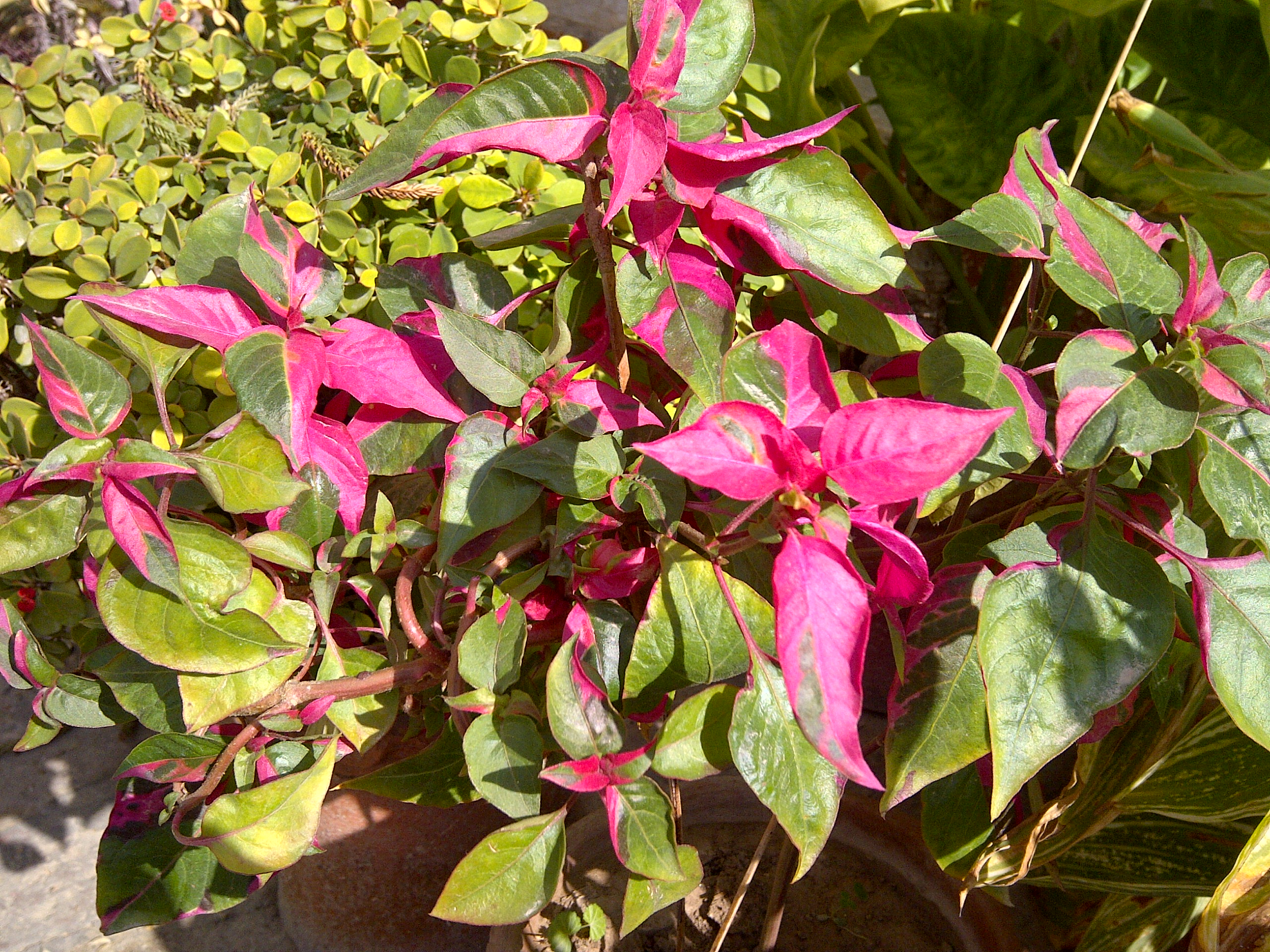
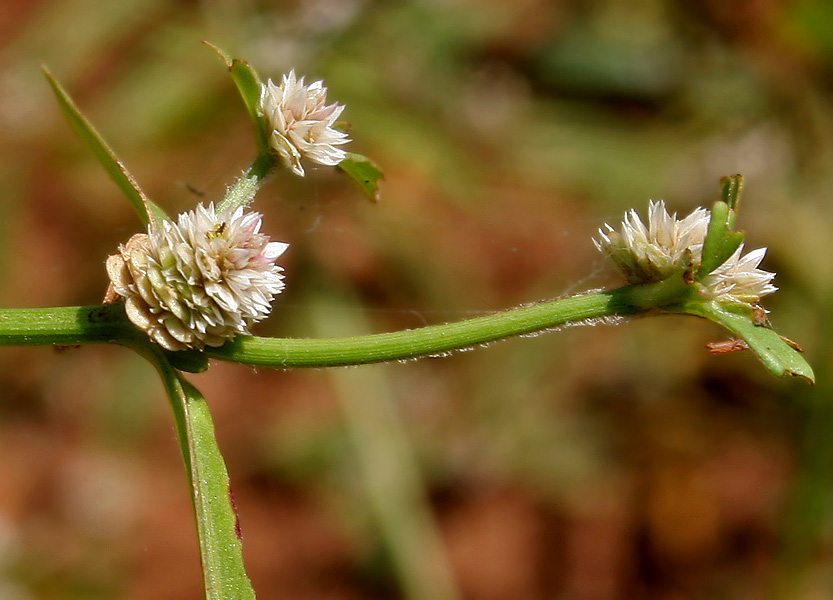
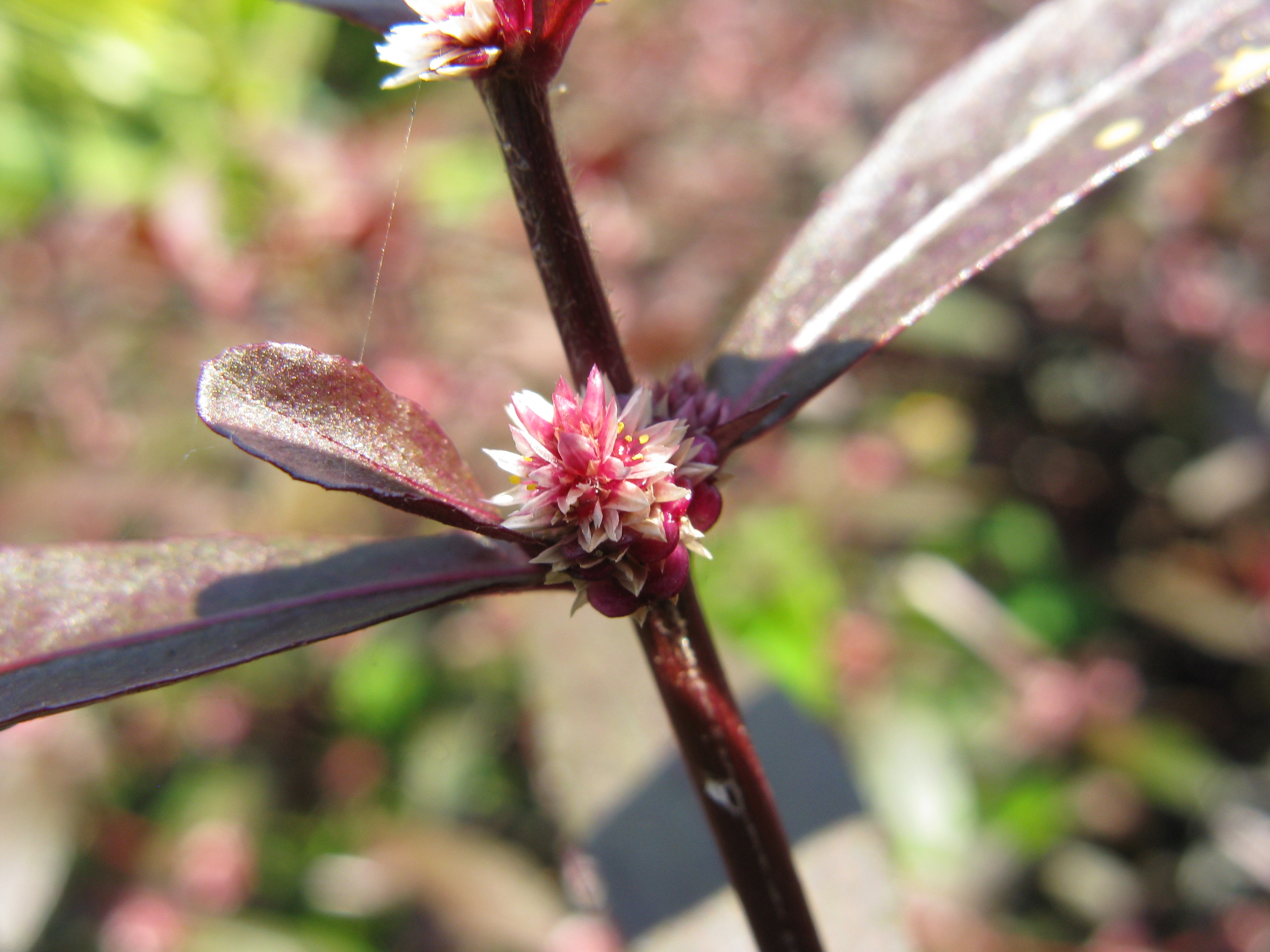
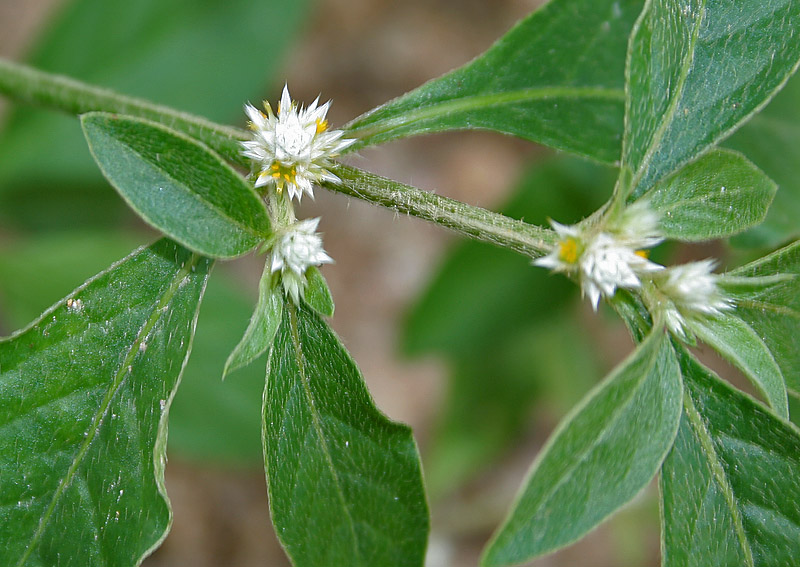